# Elecciones presidenciales de Chipre de 2008
Las elecciones presidenciales chipriotas de 2008 se celebraron en dos vueltas: la primera el 17 de febrero y la segunda el 24. En ella los ciudadanos de la República de Chipre, en la mitad sur, eligieron a su presidente
La primera vuelta arrojó unos resultados sumamente cerrados entre los tres candidatos principales: Ioannis Kasoulidis del conservador DISY (33.51%), Dimitris Christofias del comunista AKEL (33.29%) y el entonces presidente Tassos Papadopoulos (31.79%) del centrista Partido Democrático. Por ello sólo pasaron a la segunda vuelta los dos candidatos, siendo sorpresivo que el presidente no pasara de la primera ronda. Finalmente el candidato comunista Dimitris Christofias fue elegido en la segunda vuelta.
A pesar de que tanto Christofias como Kasoulidis expresaron su deseo de la unificación de la isla, estuvieron en desacuerdo en cuanto a la entrada de Turquía en la Unión Europea.

## Resultados
| Candidatos y partidos                                                     | 1ª vuelta | 1ª vuelta  | 2ª vuelta | 2ª vuelta  |
| Candidatos y partidos                                                     | Votos     | Porcentaje | Votos     | Porcentaje |
| ------------------------------------------------------------------------- | --------- | ---------- | --------- | ---------- |
| Dimitris Christofias                                                      | 150.016   | 33,29      | 240.622   | 53,36      |
| Ioannis Kasoulidis                                                        | 150.996   | 33,51      | 210.320   | 46,64      |
| Tassos Papadopoulos                                                       | 143.249   | 31,79      |           |            |
| Marios Matsakis                                                           | 3.460     | 0,77       |           |            |
| Kostas Kyriacou                                                           | 1,092     | 0,24       |           |            |
| Kostas Themistocleous                                                     | 753       | 0,17       |           |            |
| Andreas Efstratiou                                                        | 713       | 0,16       |           |            |
| Christodoulos Neophytou                                                   | 243       | 0,05       |           |            |
| Anastasis Michael                                                         | 117       | 0,03       |           |            |
| Votos válidos (participación 89.62 % de los 516.441 votantes registrados) | 450.639   | 100%       | 469.285   | 100%       |
| Fuente: Gobierno Chipriota                                                |           |            |           |            |

### Mapas de votos
La distribución geográfica de votos a los diferentes candidatos en la primera ronda fue la siguiente, en la que blanco indica que faltan datos y el color oscuro una mayor cantidad de votantes afines.

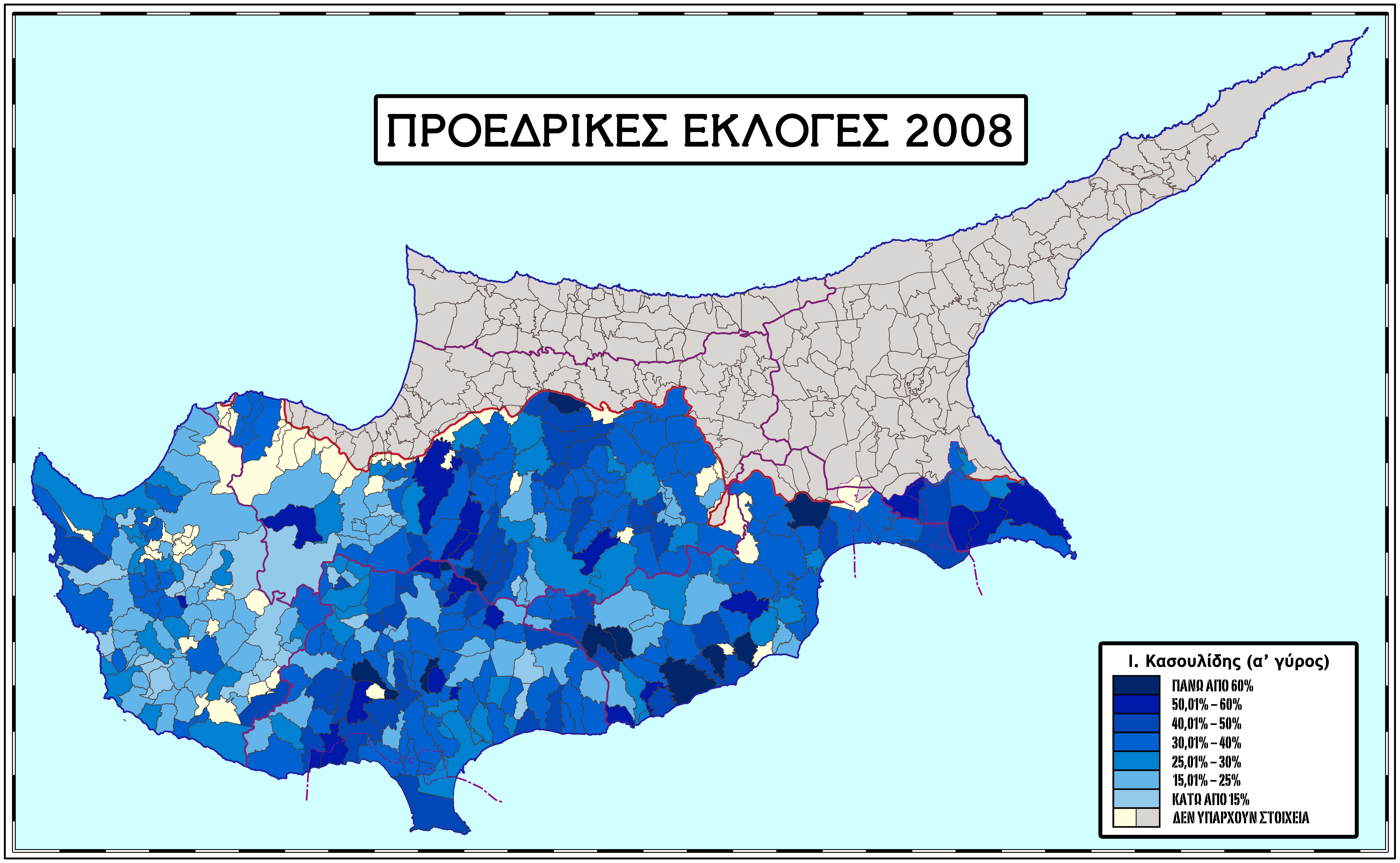
Kasoulidis
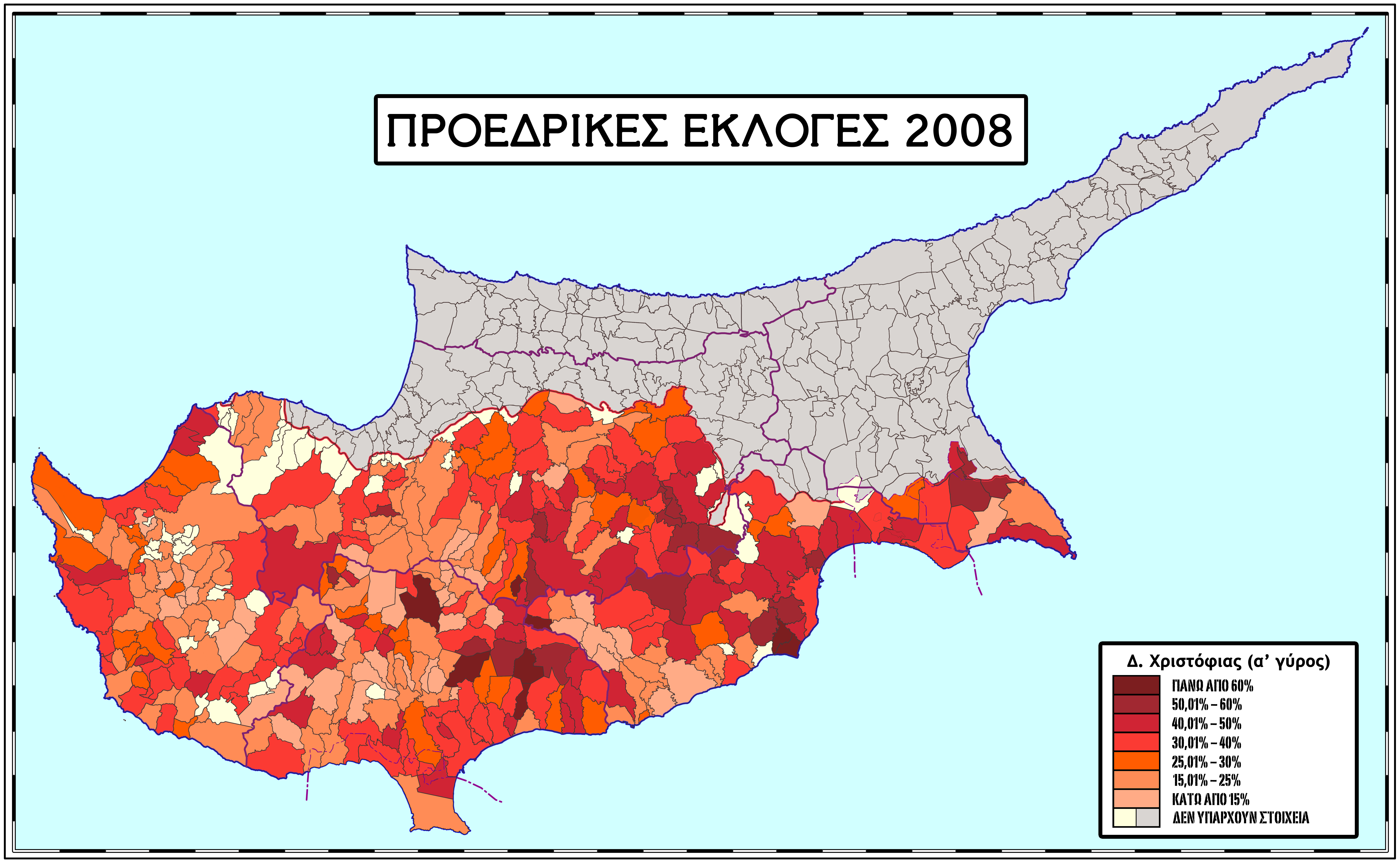
Christofias
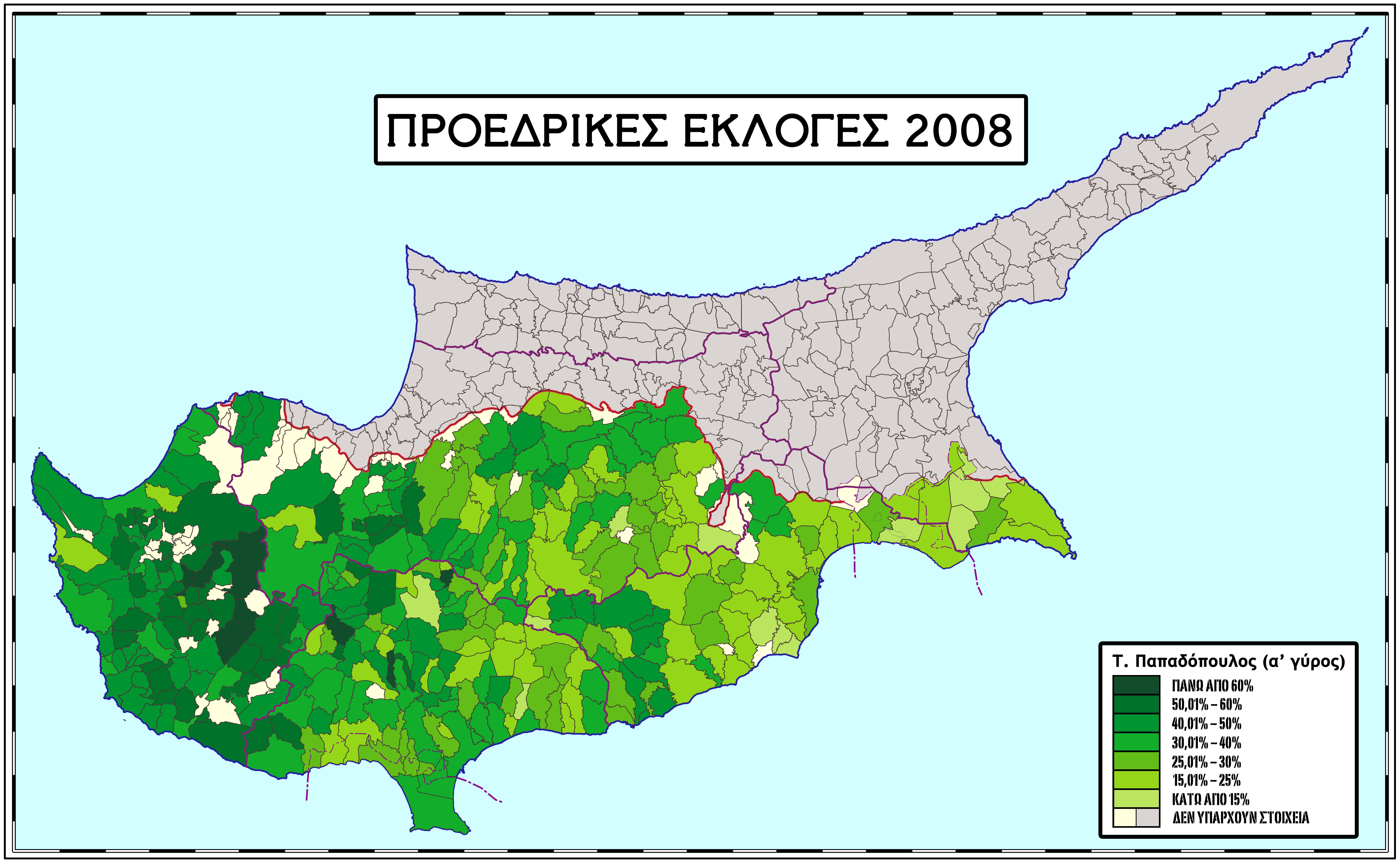
Papadopoulos